# Корчак Андрій Богданович
Ко́рчак Андрі́й Богда́нович (нар. 18 липня 1964, Борислав, Львівська область, УРСР — пом. 18 лютого 2014, Київ, Україна) — активіст Євромайдану, громадський діяч у Стрию. Будівельник. Убитий, ймовірно, працівником «Беркуту» 18 лютого 2014. За суспільним визнанням є героєм Небесної сотні. Герой України.

## Біографія
Народився в сім'ї та родині репресованих радянською владою. Проживав на плебанії храму Івана Хрестителя у мікрорайоні Губичі Борислава, де священиком у 1960–1974 рр. був його дідусь о. Яків Боровик.
У Бориславі в 1960 р. також народився його старший брат Юрій. Згодом усі вони проживали та навчалися у м. Стрий, де працювали батьки. Навчався у стрийській школі № 2. Останні роки проживав разом із літньою 81-річною матір'ю Дарією, до шлюбу Боровик, батька Богдана після хвороби на 68-році поховали 2003 р. у гробівці родини дружини на цвинтарі в мікрорайоні Губичі (Борислав).
Мав вищу освіту, заробляв на життя як будівельник, певний час працював у Чехії.

## На Майдані
Був на Майдані з перших днів, з 30 листопада 2013 року, лише на короткий час їздив додому.
За словами сестри, Андрій з дитинства був патріотом. На Майдані мав намір стояти до кінця. В день смерті старший брат Юрій розмовляв по телефону з братом в обід, а ввечері він отримав дзвінок від волонтера Медичної сотні, який повідомив про загибель Андрія.
Пан Корчак загинув 18 лютого під час сутичок на вулиці Інститутській. Члени ОЗГ «Беркут» нанесли Андрію важкі травми голови. Помер того ж дня у київській лікарні № 17.
На Майдані Андрій був десятником третього десятку Стрийської третьої сотні. Його побратими приїжджали на похорон.
Зі слів бойових побратимів: «Із одного боку наступали тітушки, які кидали каміння. А з іншого боку — „Беркут“, який кидав гранати. Беркутівці розділили їх, вони вже не трималися разом, а стояли по кілька чоловік. Не мали чим оборонятися, не мали навіть щитів. У них були каски і якісь палки.
Коли наступило тимчасове перемир'я, протягом двох годин Андрій з товаришами будував барикади, укріплював їх. Хлопці з його десятки пригадують, що щити йшли на побудову барикади. Але їх не вистачало, щоб зробити щось пристойне — то не був справжній захист. Вони не розраховували, що „Беркут“ почне наступати. Сили були зовсім нерівні. Зі Стрийської сотні там тоді перебувало 24 людини. Беркутівці почали атакувати саме туди, де їх стояло найменше», — переповідає пані Оля.
Ніхто не бачив, як загинув Андрій Корчак. Кажуть, що його побили беркутівці і тітушки, а вже потім під ноги кинули гранату. Він отримав черепно-мозкову травму. Можливо, його життя можна було врятувати, однак у той час усі карети швидкої допомоги були переповнені пораненими. До лікарні Андрія привіз небайдужий чоловік машиною, але реанімувати Андрія не вдалося.

## Вшанування пам'яті
Чин прощання з тілом героя Майдану відправлено 21 лютого 2014 року в Успенському соборі Стрия. На заклик міської ради у Стрию приспутили прапори, оголосили жалобу.
25 березня 2014 р. на честь Андрія Корчака було названо одну зі стрийських вулиць (частина колишньої вул. Зеленої) поряд зі школою, де він навчався.

### Нагороди
- Звання Герой України з удостоєнням ордена «Золота Зірка» (21 листопада 2014, посмертно) — за громадянську мужність, патріотизм, героїчне відстоювання конституційних засад демократії, прав і свобод людини, самовіддане служіння Українському народу, виявлені під час Революції гідності[3]
- Медаль «За жертовність і любов до України» (УПЦ КП, червень 2015) (посмертно)[4]
- 2014 року рішенням Бориславської міської ради надано звання «Почесний громадянин Борислава» (посмертно)[5]
- Почесний громадянин Стрия[6].

## Див
- Список загиблих учасників Євромайдану